# Congratulations
"Congratulations" ("Parabéns")  foi a canção que representou o Reino Unido no Festival Eurovisão da Canção 1968 que teve lugar em 6 de abril de 1968, em Londres. Foi interpretada em inglês por Cliff Richard. Na noite do festival, foi a 12.º a canção a ser interpretada, depois da canção italiana "Marianne" e antes da canção norueguesa "Stress", interpretada por Odd Børre. Ver em: Diggiloo. net 
Terminou a competição em segundo lugar, com 28 pontos, a seguir à canção espanhola "La, La, La", cantada por Massiel. Ver em Diggiloo. net. A canção tornou-se popular no Reino Unido e por toda a Europa Ocidental.
No Reino Unido e noutros países chegou ao primeiro lugar do top de vendas em abril de 1968, onde esteve durante duas semanas. No próprio dia do festival, a canção era a favorita para vencer e a imprensa britânica e europeia interrogou-se porque motivo ficou a canção em segundo lugar e não em primeiro, como quase todos esperavam. Durante a votação, a canção durante a votação até ao penúltimo júri, altura em que a Alemanha deu seis pontos à Espanha e apenas dois ao Reino Unido, pondo a canção espanhola com apenas um ponto de vantagem. A situação não se alterou, visto que o júri jugoslavo não forneceu qualquer ponto a qualquer das duas canções . Terminou em segundo lugar, dando o primeiro lugar à canção espanhola, com apenas um ponto de vantagem. 
Em 2008, inserindo-se nas teorias da conspiração, um documentário de Montse Fernandez Vila (um espanhol) defendeu que vitória da Espanha se deveu à compra de votos por parte da televisão pública espanhola TVE (que andou a comprar votos pela Europa em troca de compra de programas) apoiava o regime fascista de Franco. O certo é que a canção "Congratulations" é ainda muito popular e foi escolhida para dar o título ao programa para celebrar os 50 anos do Festival Eurovisão da Canção intitulado Congratulations: 50 Anos do Festival Eurovisão da Canção.
A canção de George Harrison  "It's Johnny's Birthday" retirada do álbum  All Things Must Pass foi  baseada nesta canção. 
No ano seguinte, em 1969, o Reino Unido fez-se representar por "Boom Bang-a-Bang", interpretada por Lulu. 

## Autores
A canção tinha letra e música de Bill Martin, Phil Coulter ( a dupla responsável de "Puppet on a String" de Sandie Show e foi orquestrada por Norrie Paramor. Ver em: 

## Letra
A canção é alegre, com Cliff Richard celebrando com todos a sua felicidade e como ele gostaria que todos compreendessem a sua felicidade naquele momento. Letra da canção.

## Versões
Cliff Richard também gravou esta canção noutros idiomas: 
- Ah quelle histoire (francês)
- Man gratuliert mir (alemão)
- Congratulations (Qué buena suerte) (castelhano)
- Congratulations (Il mondo è tondo) (italiano)